# Ett mansjobb
Ett mansjobb (originaltitel: Miehen työ, titel i Sverige: A Man's Job) är en finsk film från 2007. Filmen sågs av en publik på 48 656 i finländska biografer. En 98-minutersversion visades år 2008 på Canal Plus.
Detta är den första film som regissören Aleksi Salmenperä själv skrivit manus till. 

## Handling
Fabriksarbetaren Juha berättar inte för sin deprimerade hustru att han förlorat sitt arbete. Han fortsätter att stiga upp klockan fem på morgnarna och söker tröstlöst efter påhugg som hantverkare. Men han tar chansen när den dyker upp och tjänar rikligt med pengar som gigolo åt äldre kvinnor, den ena mera krävande, olyckligare, tjockare eller fulare än den andra. Juha sätter sin psykiska hälsa på spel, han sätter familjen på spel, och han får både fingret brutet och ett blått öga.

## Framställning
Filmen handlar, till det yttre, om prostitution, men den fokuserar istället hur skammen över att förlora sitt hederliga arbete, och därmed över att inte längre kunna sörja för sin familj, följs av lögner och en oförmåga att kommunicera som ändå sätter familjen i fara. Prostitutionen står inte i centrum, den är bara en faktor som ställer saker och ting på sin spets. Filmens tema blir därmed mansrollen.

## Kritik
Filmen har mottogs väl av den inhemska kritikerkåren. 
Filmreklamen var fokuserad på den pornografiska potentialen, vilket kritiserats bland annat i Ny Tids recension, som även menade att Sensmoralen blir en utstuderad mening om ensamhet. Juha låser in sig i en värld av drömmar och förhoppningar; lika ohållbar som alla konservativa familjeplanerares envetna plädering för tidigare generationers kärnfamiljsdrömmar, dömd att gå i kras.
Mottagandet vid filmfestivaler på den europeiska kontinenten och i den anglosachsiska världen har i mycket fokuserats på hur typiskt finsk eller nordisk filmen är, tung, allvarlig, svårmodig, med svart humor, ett seriöst tema och utan lyckligt slut. Filmens färgsättning, i grått och blått, uppmärksammas. I motsats till Allt eller inget pendlar Ett mansjobb smidigt mellan komedi och drama. Jämförelser med Aki och Mika Kaurismäki, eller med Ingmar Bergman, ligger nära till hands. Nordbor, så framstår det på film, är tystlåtna, de röker och dricker mycket, fast inte ens det hjälper mot tungsinnet.
Manus och regi uppskattades som "moget" av internationella kritiker.

## Utmärkelser
Filmen hedrades med totalt elva Jussi-priser, och filmen har vunnit åtskilliga utmärkelser på Europeiska filmfestivaler, bland annat i Münster, Moskva, Valencia och Bergamo.
Filmen nominerades utan framgång till Nordiska rådets filmpris och European Film Awards och som Finlands bidrag i Oscar-kategorin bästa utländska film.